# Francisco del Castillo
Francisco del Castillo, S.J. (9. února 1615 Lima – 12. dubna 1673 tamtéž) byl peruánský římskokatolický duchovní a jezuita.

## Život
Narodil se 9. února 1615 v Limě. Pokřtěn byl 23. února v katedrálním chrámu.
Studoval na jezuitské koleji Real de San Martín v rodném městě. Dne 31. prosince 1631 vstoupil do jezuitského noviciátu a 2. ledna 1635 složil první řeholní sliby. Po studiu teologie byl 19. dubna 1642 vysvěcen na kněze. O týden později sloužil svou primiční mši. Dne 6. února 1650 slavnostně složil věčné sliby.
Dne 10. března 1648 zahájil svou činnost na náměstí Plaza del Baratillo, kde s křížem v ruce vyučoval katechismus. Věnoval se evangelizaci černochů a jeho práci s nimi zdůraznil Jean Pierre Tardieu, který popsal, jak používal obrázky k vysvětlení katolické doktríny. Jeho kázání vedlo k významným konverzím, jako například k obrácení Francisca Camacha, budoucího člena Hospitálského řádu sv. Jana z Boha.
Někteří z jeho černošských následovníků se rozhodli pro řeholní život v klášterech. Věřící z těchto řad lidí tvrdili, že ho viděli levitovat a podle některých svědectví byl spatřen na dvou místech najednou (bilokace).
Spolu s augustiniánem Bartolomeem Badillem a také jezuitským knězem Juanem Perlínem přispěl v roce 1651 k založení nemocnice San Bartolomé pro černé otroky. Následně byl pověřen misionářskou službou u indiánů Chiriguano. Po misii byl ustanoven námořním kaplanem.
Roku 1659 mu byla svěřena služba v kapli Nuestra Señora de los Desamparados u Palacio de Gobierno. Následující rok založil školu Santísimo Crucifijo de la Agonía. Byl také zakladatelem Casa de las Amparadas  katolického útočiště pro kajícné prostitutky, které bylo zřízeno v domě, kde žila a zemřela svatá Růžena Limská.
Zemřel 12. dubna 1673. Po jeho smrti se mu připisují zázraky uzdravení na jeho přímluvu.

## Proces svatořečení
Proces byl zahájen 22. září 1741 v limské arcidiecézi. Následně byl přerušen a znovu obnoven 29. srpna 2019.